# Bijeli Karpati
Bijeli Karpati (slovački: Biele Karpaty, češki: Bílé Karpaty) su najzapadniji planinski lanac iz Karpatske skupine koji se prostire na granici Slovačke i Češke.
Bijeli Karpati su zaštićeni krajolik u oba dvije države u Slovačkoj od 1979., a Češkoj od 1980. godine. Područje sadržava raznoliku floru i faunu s nekim endemskim biljkama.
Najviši vrh je Veľká Javorina s 970 metara nadmorske visine i nalazi se u Češkoj.

## Vrhovi
- Veľká Javorina (970 m),
- Chmelová (925 m),
- Kobylinec (911 m),
- Veľký Lopeník (911 m),
- Malý Lopeník (884 m),
- Čupec (819 m),
- Dúžník (807 m),
- Machnáč (771 m)
- Kykula (746 m).

## Zanimljivosti
Stogodišnji hrvatsko-turski rat pokrenuo je velike migracijske valove starosjedilačkih Hrvata iz Hrvatskog Kraljevstva. Jedan iseljenički val zaustavio se na podbrježju Bijelih Karpata, gdje su Hrvati osnovali nekoliko sela.

### Ostali projekti
|  | Zajednički poslužitelj ima još gradiva o temi Bijeli Karpati |